# Diospyros manu
Diospyros manu är en tvåhjärtbladig växtart som beskrevs av B. Walln. Diospyros manu ingår i släktet Diospyros och familjen Ebenaceae. Inga underarter finns listade i Catalogue of Life.